# 麻布十番
麻布十番（あざぶじゅうばん）は、東京都港区の町名。現行行政町名で麻布十番一丁目から麻布十番四丁目。住居表示実施済区域。

## 概要
町域の大部分は古川に続く低地であり、高級住宅地が多い麻布にあって下町の風情をたたえる。町域には大規模なビルや商業施設は少なく、ブティックや飲食店等が入る雑居ビルや個人商店に、庶民的な住宅地が混在する地域となっている。
「麻布十番」の町名は1962年（昭和37年）に成立したもので、それまでの麻布新綱町、麻布綱代町、麻布坂下町、麻布永坂町、麻布日ヶ窪町、麻布宮下町、麻布宮村町、麻布一本松町、麻布山元町、麻布新広尾町の各一部が統合された。「十番」の名称は、十番組屋敷、十番橋など、江戸時代の町名だった里俗称を復活したものである。
一の橋から仙台坂にかけては商店街となっており、2008年（平成20年）まで商店街の西端には、1949年（昭和24年）に開湯した温泉銭湯「麻布十番温泉」があった。
麻布十番付近には長らく鉄道の駅がなく、1956年に日比谷線の建設計画が発表されると、商店街の店主たちは「銀座に客を取られる」との思いから建設反対運動を展開。結果日比谷線は麻布十番に通ることなく六本木に日比谷線の駅が完成。その後都電は廃止され、1km以上離れた所にある最寄り駅の六本木駅からも高低差があるために「陸の孤島」とも呼ばれていた。このように鉄道では極めて不便であったが、都道319号や麻布通りなどといった大きな道路に面しているためバスの便は良く、多くのバス路線がここを通っていた。現在でもその利便性は変わっていない。
一方、1984年（昭和59年）12月には鳥居坂下にディスコ「マハラジャ」が開店、タクシーや自動車で訪れる必要がある立地がバブル期には逆に人気となった。近隣の富裕層住民や、比較的距離の近い慶應などの学生、そのOB等が主な顧客となっていた。
2000年（平成12年）になると麻布十番駅が完成して地下鉄・南北線と大江戸線が相次いで開通、さらに2003年（平成15年）には隣接する六本木6丁目に複合施設「六本木ヒルズ」が開業するなど、麻布十番を取り巻く環境は一変した。もともと下町の納涼祭りに過ぎなかった麻布十番納涼祭りも、3日間で約50万人が訪れる、国内最大規模の商店街夏祭りとなった。
2019年（令和元年）10月1日、東京都は六本木から麻布十番一丁目および二丁目を暴力団排除特別強化地域に指定。
地域内では暴力団と飲食店等との間で、みかじめ料のやりとりや便宜供与などが禁止され、違反者は支払った側であっても懲役1年以下または罰金50万円以下の罰則が科されることとなった。

## 歴史
古くは、麻布村に属する低湿地帯であった。江戸時代、仙台藩の江戸屋敷は今の韓国大使館から二の橋にかけての広大な土地を持っていたが、低地側の湿気の多さがどうにもできずに困り果て、高台側はそのまま藩邸として使い、低地側半分を幕府に返上したほどである。幕府はその土地には低給の役人に住まわせたが彼らも苦労が多かったようである。しかし河川改修などによって干拓、開拓が進み、明治時代には、神楽坂と並ぶ繁華街に発展した。地名は、早くから通称として定着していた。
1962年（昭和37年）、麻布地区の町名が再編され、それまでの麻布網代町、麻布坂下町の各全域と、麻布宮下町、麻布新網町、麻布南日ヶ窪町、麻布宮村町、麻布一本松町、麻布山元町、麻布新広尾町の各一部をもって、正式の町名として「麻布十番一丁目から三丁目」が成立した。この時点では、住居表示に関する法律に基づく住居表示は未実施である。
その後1978年（昭和53年）、当地区に住居表示を実施した。東京都道415号高輪麻布線以東の狭小な区域に四丁目が設定され、麻布十番一丁目から四丁目となった。この住居表示実施により、それまで一部が存続していた麻布宮下町は麻布十番一丁目5番となり、麻布南日ヶ窪町は六本木六丁目17番となった。

### 地名の由来
地名の由来は、河川改修の工区番号とも、開拓地の番号ともいわれ、はっきりしていない。

### 沿革

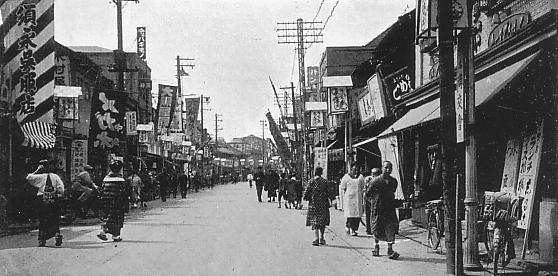
1933年（昭和8年）頃の様子

- 1878年（明治11年）11月2日 - 大区小区制廃止、郡区町村編制法施行により、東京府麻布区の一部となる
- 1889年（明治22年）5月1日 - 市制施行により、東京府東京市麻布区の一部となる
- 1943年（昭和18年）7月1日 - 東京都制施行により、東京都麻布区の一部となる
- 1947年（昭和22年）3月15日 - 東京都港区の一部となる
- 1962年（昭和37年） - 地番整理により、麻布十番一丁目から三丁目までが成立
- 1978年（昭和53年）9月1日 - 住居表示が実施され、麻布十番一丁目から四丁目となる[10]

### 町名の変遷
| 実施後         | 実施年月日                | 実施前（特記なければ、各町名ともその一部） |
| -------------- | ------------------------- | ------------------------------------------ |
| 麻布十番一丁目 | 1978年（昭和53年） 9月1日 | 麻布宮下町（全域）、麻布十番一丁目（全域） |
| 麻布十番二丁目 | 1978年（昭和53年） 9月1日 | 麻布十番二丁目                             |
| 麻布十番三丁目 | 1978年（昭和53年） 9月1日 | 麻布十番三丁目                             |
| 麻布十番四丁目 | 1978年（昭和53年） 9月1日 | 麻布十番二丁目、麻布十番三丁目             |

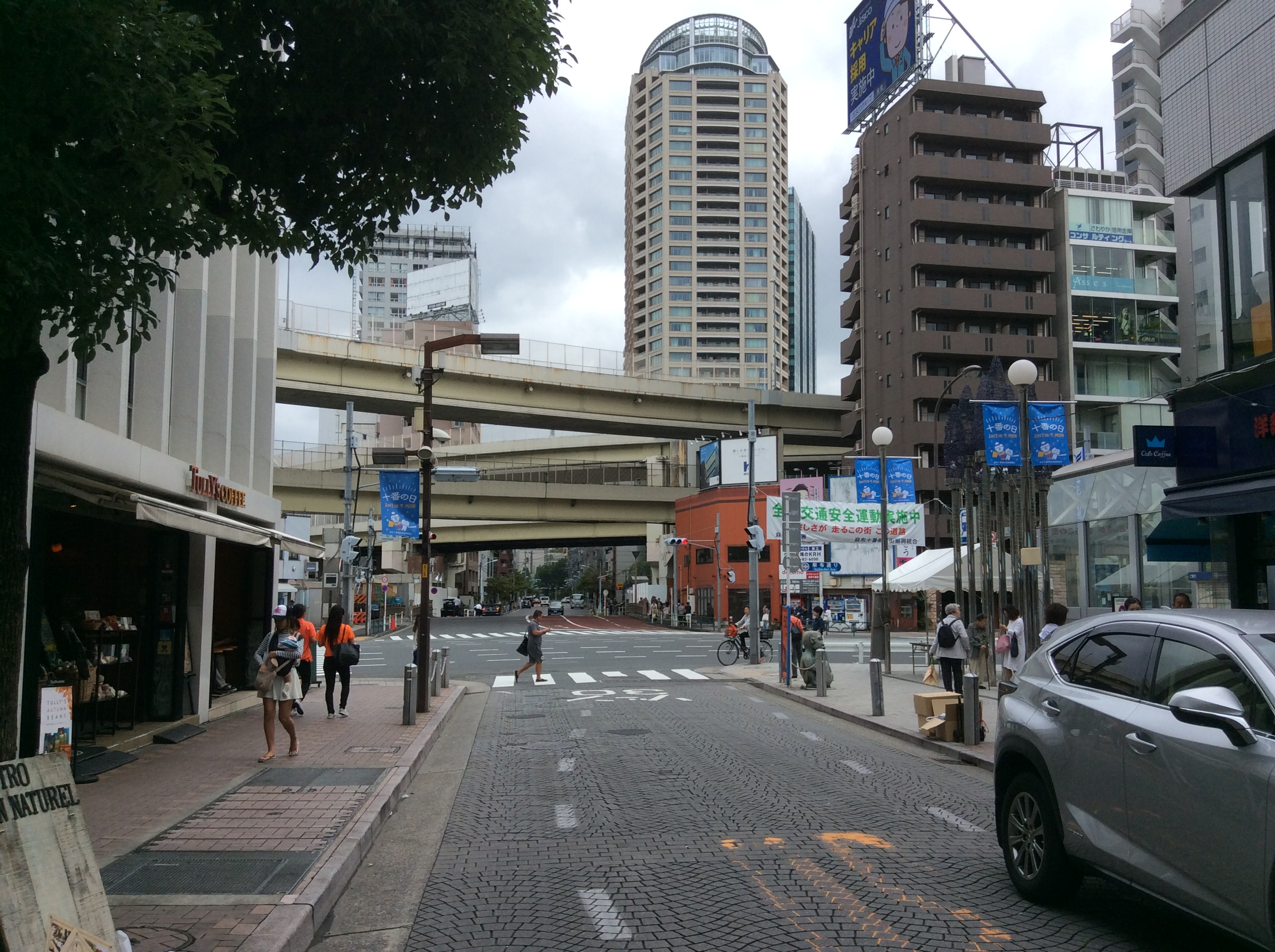
麻布十番交差点の東側方向を見る（2017年9月23日撮影）
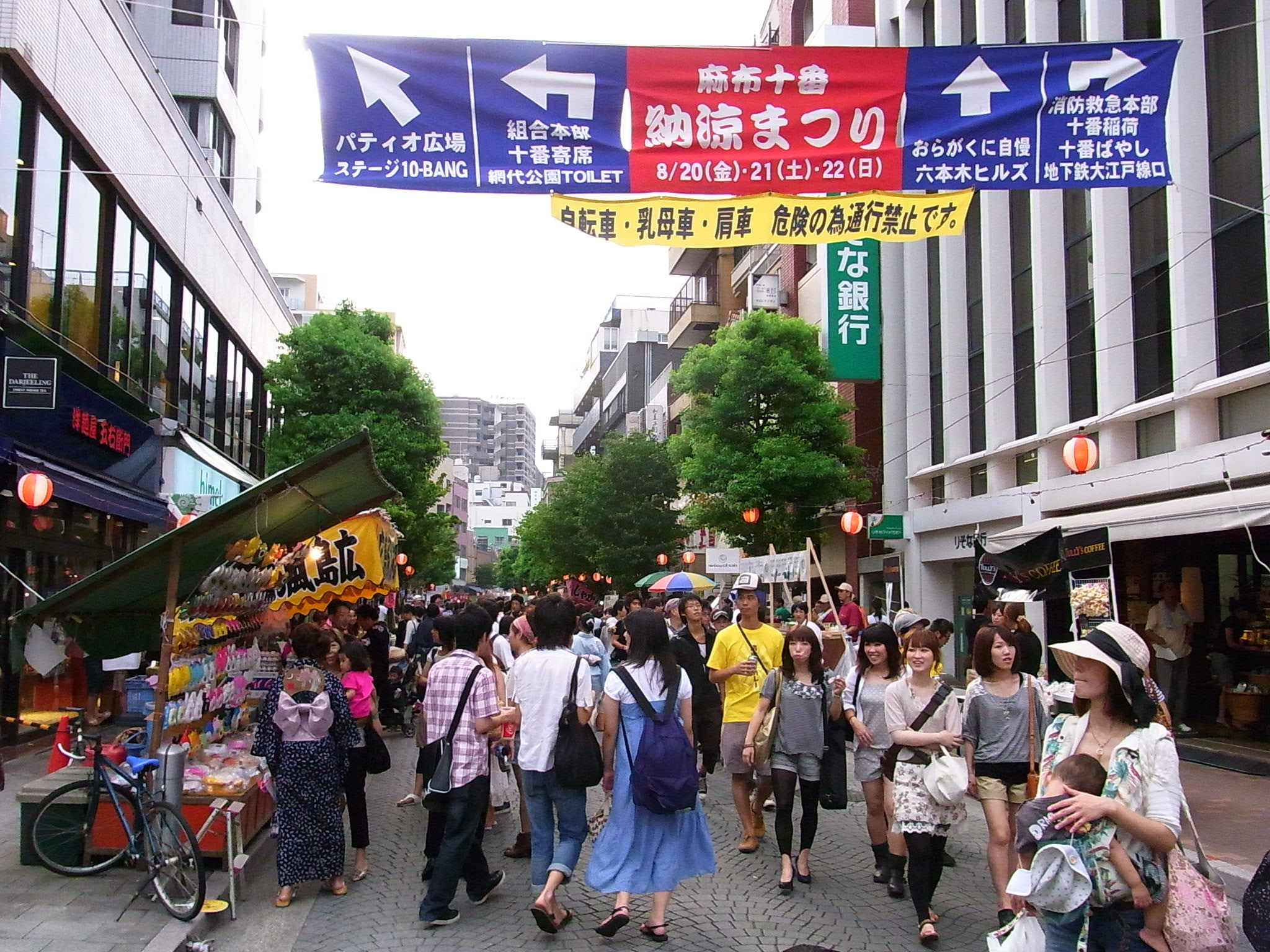
麻布十番商店街通りの「納涼まつり」（2010年8月20日撮影）
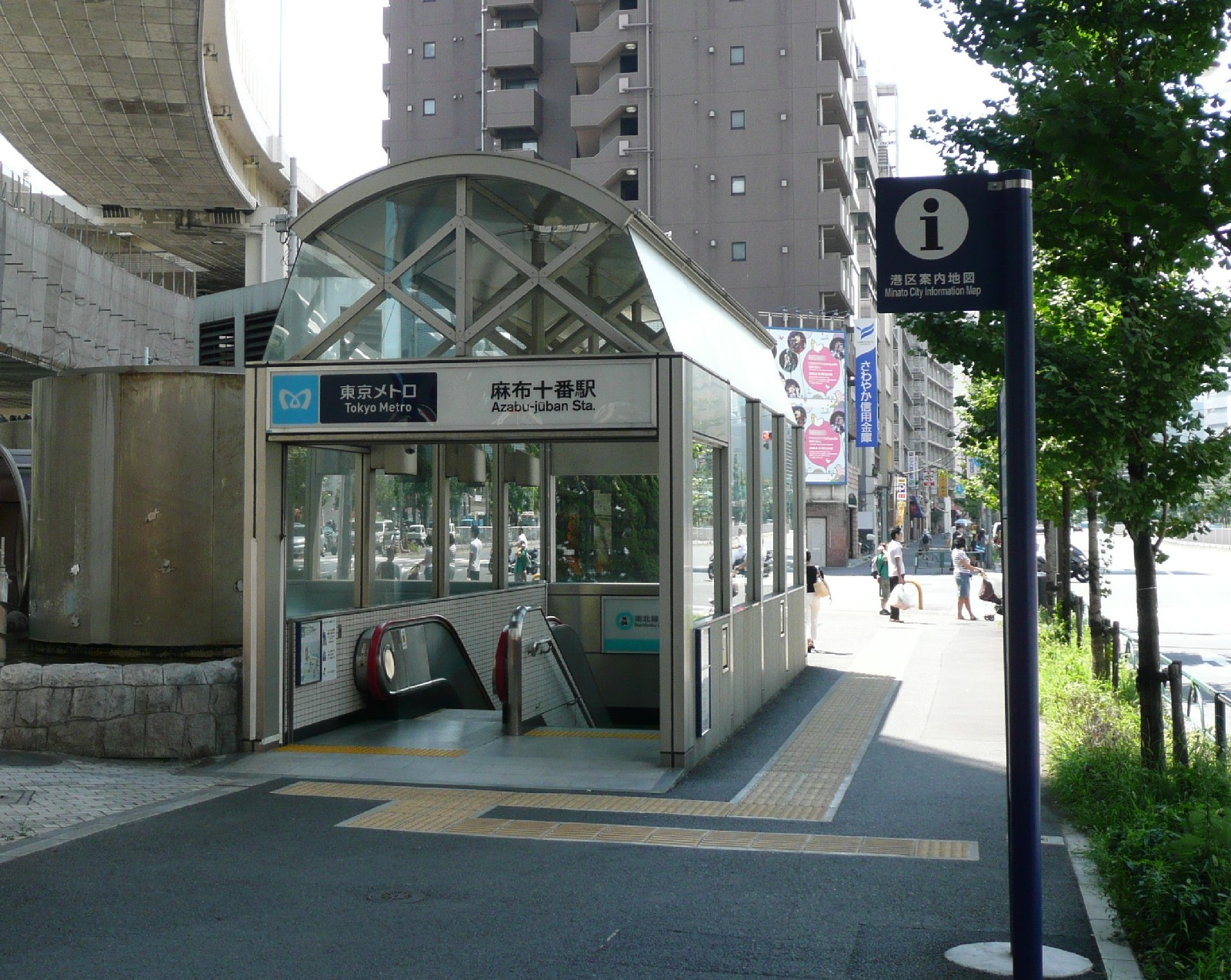
麻布十番駅（2008年）
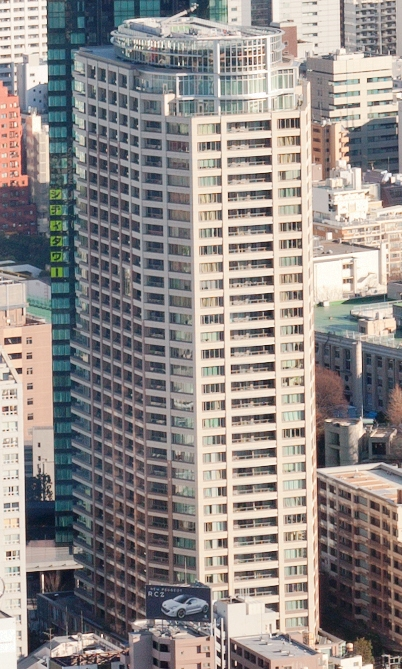
パークコート麻布十番 ザ タワー

## 世帯数と人口
2025年（令和7年）4月1日現在（港区発表）の世帯数と人口は以下の通りである。
| 丁目           | 世帯数    | 人口    |
| -------------- | --------- | ------- |
| 麻布十番一丁目 | 697世帯   | 956人   |
| 麻布十番二丁目 | 1,888世帯 | 2,702人 |
| 麻布十番三丁目 | 1,219世帯 | 1,688人 |
| 麻布十番四丁目 | 328世帯   | 452人   |
| 計             | 4,132世帯 | 5,798人 |

### 人口の変遷
国勢調査による人口の推移。
| 年                 | 人口  |
| ------------------ | ----- |
| 1995年（平成7年）  | 3,817 |
| 2000年（平成12年） | 4,683 |
| 2005年（平成17年） | 5,619 |
| 2010年（平成22年） | 5,376 |
| 2015年（平成27年） | 6,009 |
| 2020年（令和2年）  | 5,819 |

### 世帯数の変遷
国勢調査による世帯数の推移。
| 年                 | 世帯数 |
| ------------------ | ------ |
| 1995年（平成7年）  | 1,926  |
| 2000年（平成12年） | 2,803  |
| 2005年（平成17年） | 3,787  |
| 2010年（平成22年） | 3,524  |
| 2015年（平成27年） | 3,878  |
| 2020年（令和2年）  | 3,838  |

## 学区
区立小・中学校に通う場合、学区は以下の通りとなる（2022年4月現在）。
| 町名           | 街区    | 小学校           | 中学校             |
| -------------- | ------- | ---------------- | ------------------ |
| 麻布十番一丁目 | 全域    | 港区立南山小学校 | 港区立六本木中学校 |
| 麻布十番二丁目 | 1～8番  | 港区立南山小学校 | 港区立六本木中学校 |
| 麻布十番二丁目 | 9〜21番 | 港区立東町小学校 | 港区立六本木中学校 |
| 麻布十番三丁目 | 全域    | 港区立東町小学校 | 港区立六本木中学校 |
| 麻布十番四丁目 | 全域    | 港区立東町小学校 | 港区立六本木中学校 |

## 事業所
2021年（令和3年）現在の経済センサス調査による事業所数と従業員数は以下の通りである。
| 丁目           | 事業所数  | 従業員数 |
| -------------- | --------- | -------- |
| 麻布十番一丁目 | 361事業所 | 2,854人  |
| 麻布十番二丁目 | 326事業所 | 2,438人  |
| 麻布十番三丁目 | 109事業所 | 767人    |
| 麻布十番四丁目 | 26事業所  | 255人    |
| 計             | 822事業所 | 6,314人  |

### 事業者数の変遷
経済センサスによる事業所数の推移。
| 年                 | 事業者数 |
| ------------------ | -------- |
| 2016年（平成28年） | 682      |
| 2021年（令和3年）  | 822      |

### 従業員数の変遷
経済センサスによる従業員数の推移。
| 年                 | 従業員数 |
| ------------------ | -------- |
| 2016年（平成28年） | 6,087    |
| 2021年（令和3年）  | 6,314    |

## 店舗・施設・名所

### 麻布十番一丁目
- 豆源本店
- 浪花家総本店 - 界隈老舗の鯛焼き屋
- モンロワール麻布十番店 - 神戸岡本に本店があるショコラパティスリー。
- 麻布永坂更科本店 - 更科蕎麦屋。近隣の更科堀井麻布十番本店所在地は元麻布になる。
- 永坂更科布屋太兵衛麻布総本店 - 同上更科蕎麦屋
- 鳥居坂下
- 十番稲荷神社
- 都営地下鉄大江戸線 麻布十番駅
- 在東京ドミニカ共和国総領事館

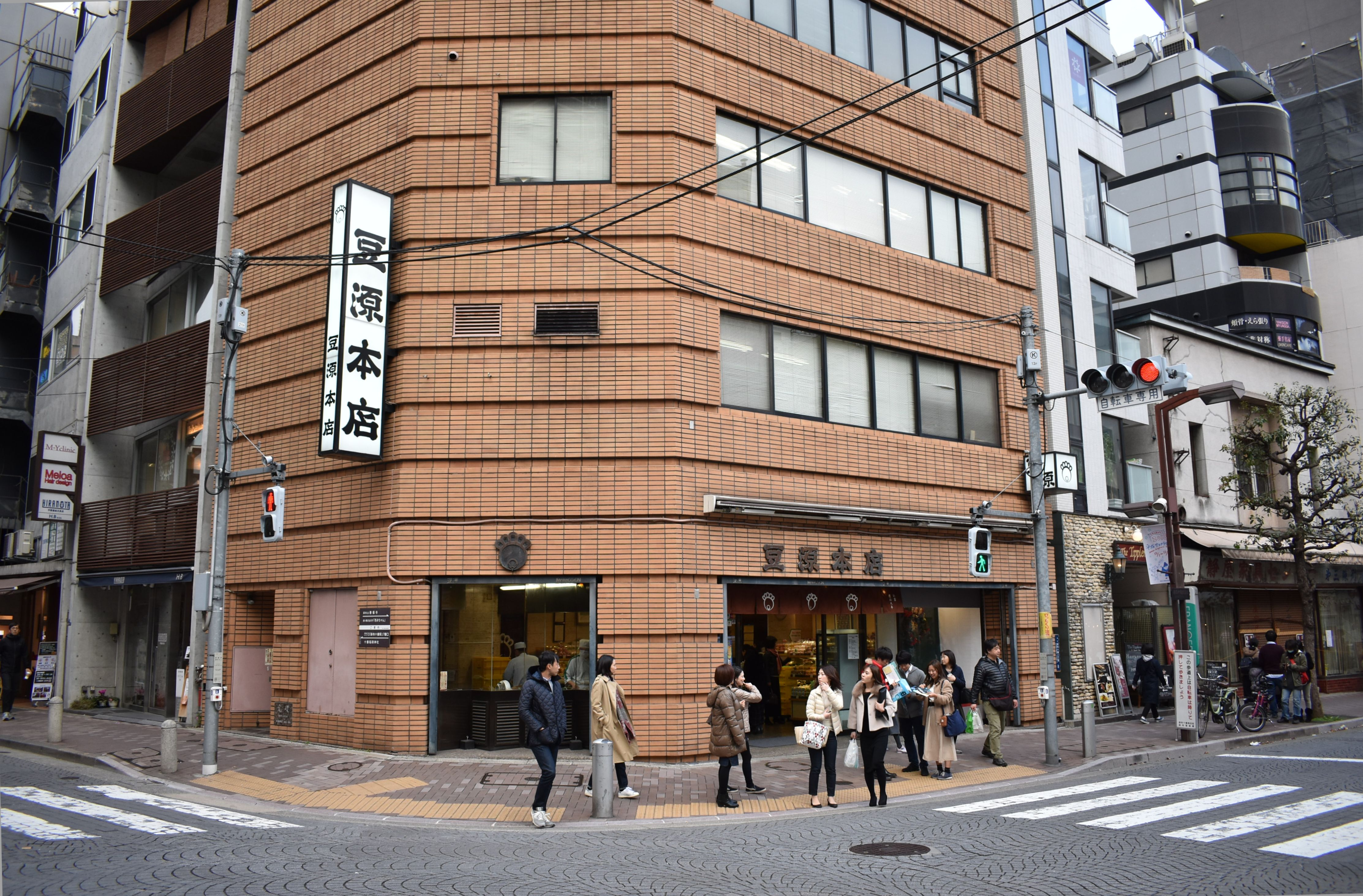
豆源本店（2018年12月2日撮影）
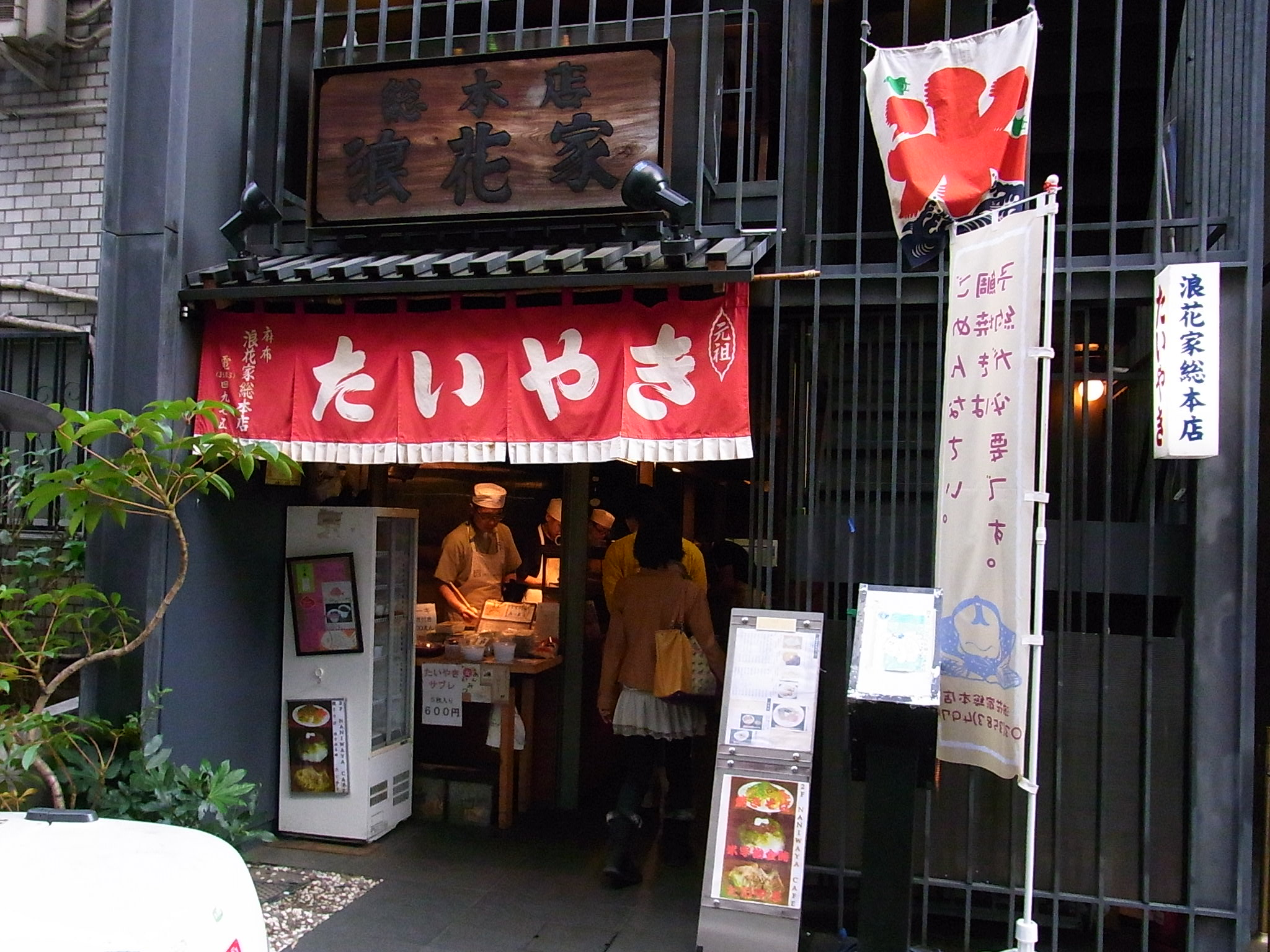
浪花家総本店の外観（2009年12月2日撮影）
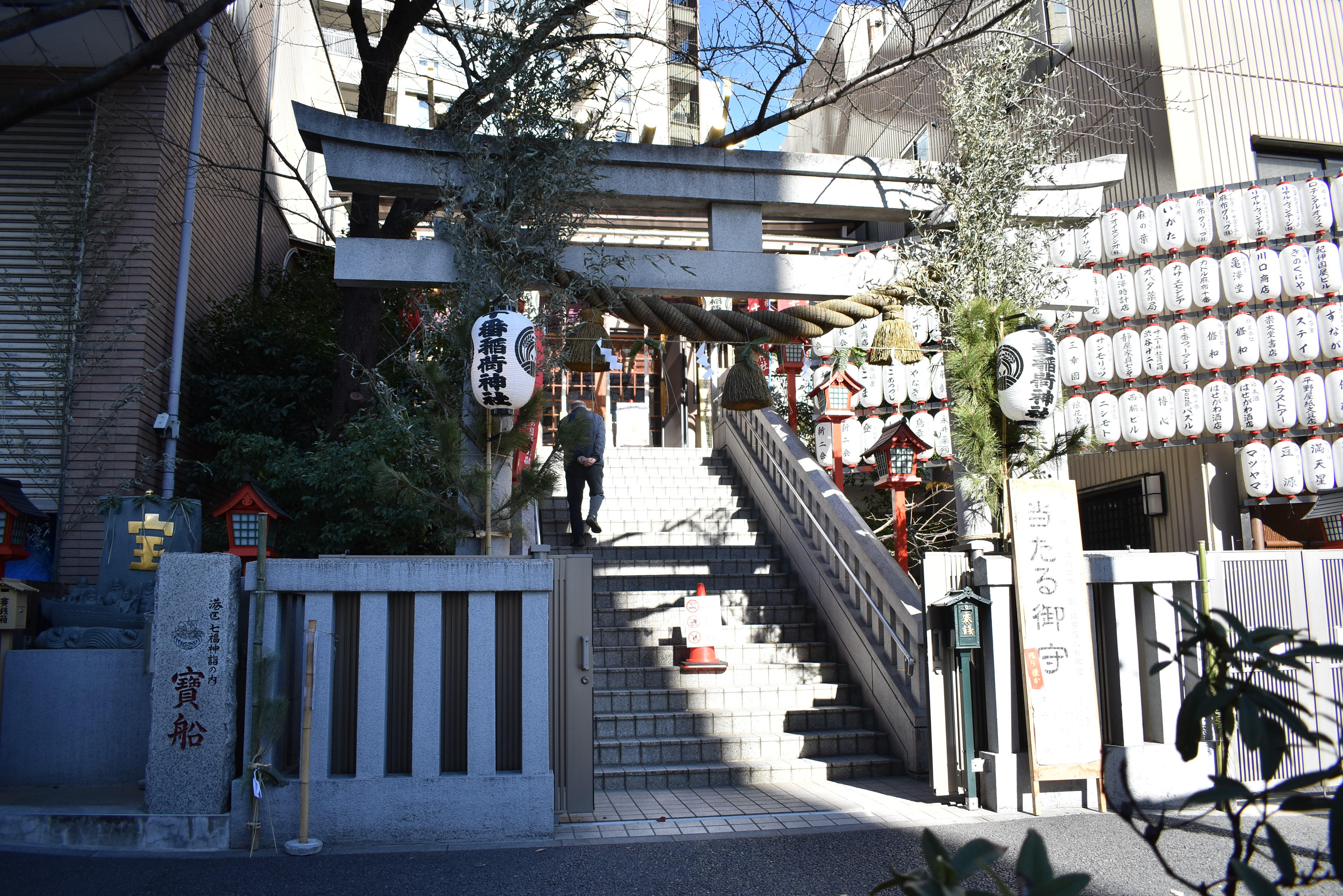
十番稲荷神社（2018年12月30日撮影）

### 麻布十番二丁目
- ダイエー麻布十番店[20]。
- 成城石井
- ビオセボン麻布十番店 - 2008年パリ創業のフランス発のオーガニックスーパー。日本ではイオンと合弁。2016年12月に下記ピカールやウエルシア等イオングループ四社と旧ピーコックストア跡に共同初出店。近隣では、中目黒、神宮前の外苑西通り（キラー通り）、赤坂などにある[21]。
- ピカール麻布十番店 - 同上2016年12月に上記ビオ等と共同出店したフランス発の冷凍食品専門店。日本ではイオンと合弁。近隣では、2016年11月開店の一号店南青山骨董通り店や広尾商店街などにある[21]。
- あべちゃん麻布十番店 - やきとんで知られている。赤坂（溜池山王）等にも路面店がある。
- オスロコーヒー
- きみちゃん像 - 「赤い靴の女の子像」で知られている。
- 網代公園
- 暗闇坂
- 東京メトロ南北線 麻布十番駅
- パティオ十番[22] - 「パテオ十番おまつり広場」で1988年、手づくり郷土賞（小さなふれあい広場部門）受賞[23]。

### 麻布十番三丁目
- スーパーナニワヤ
- 仙台坂
- リスト・ハンガリー文化センター東京

## 交通

### 鉄道
- 麻布十番駅（都営地下鉄大江戸線・東京メトロ南北線）

### 道路
- 東京都道319号環状三号線
- 外苑東通り
- 東京都道415号高輪麻布線

#### 路線バス
- 都営バス
  - 二ノ橋停留所
  - 麻布十番駅前停留所
- ちぃばす

## その他

### 日本郵便
- 郵便番号 : 106-0045[4]（集配局 : 芝郵便局[24]）。